# سلطان حسين (لاعب كرة قدم)
سلطان حسين (مواليد 17 سبتمبر 1995، لاعب كرة قدم إماراتي يجيد اللعب في الدفاع مع نادي الظفرة الإماراتي.

## مسيرة اللاعب
مثل نادي الرمس في الفئات السنية و انظم إلى نادي الإمارات في عام 2011 و تدرج معهم حتى وصل للفريق الأول عام 2015 و انتقل إلى نادي بني ياس في صيف 2020 و لعب بعدها مع نادي العروبة ونادي الظفرة.